# Željko Babić
Željko Babić (Metković, 1972. május 19. –) horvát kézilabdázó, edző.

## Pályafutása
Játékos pályafutása alatt 1982 és 2006 között az Opuzen, a Badel Zagreb, az RK Metković és több olasz csapat színeiben kézilabdázott. 2010-től három éven át a horvát válogatott másodedzőjeként segítette Slavko Goluža szövetségi kapitány munkáját, majd annak távozása után ő vette át a nemzeti csapat irányítását. Vezetésével a horvátok a 2016-os férfi kézilabda-Európa-bajnokságon bronzérmet szereztek, a Rióban rendezett olimpián ötödikek, a 2017-es férfi kézilabda-világbajnokságon pedig negyedikek lettek. Utóbbi tornát követően Lino Červarnak adta át a helyét. 
2008 és 2009 között az RK Metković, 2013 és 2015 között a fehérorosz Meszkov Breszt, 2017 nyarától a szlovén Gorenje Velenje vezetőedzője.

## Sikerei, díjai

### Játékosként
Zagreb
- Horvát bajnok: 1991–92, 1992–93, 1993–94
- Horvát kupagyőztes: 1992, 1993, 1994
- Jugoszláv bajnok: 1988–89, 1990–91
- Jugoszláv kupagyőztes: 1991
- Bajnokok Ligája-győztes: 1991–92, 1992–93
- EHF-szuperkupa: 1993

Metković
- Horvát kupagyőztes: 2002

Pallamano Prato
- Olasz bajnok: 1998–99

### Edzőként
Meszkov
- Fehérorosz bajnok: 2013–14, 2014–15
- Fehérorosz kupagyőztes: 2014, 2015
- SEHA-liga-döntős: 2013–14, 2014–15